# Луитпольд I (архиепископ Майнца)
Луитпольд I  (нем. Luitpold I, Liutpold, Luitbald, Lippold, Lupoid ; ? — 1059) — церковный деятель XI века, архиепископ Майнца (1051—1059).

## Биография
Представитель первой княжеской династии в Австрии — Бабенберги. Сын маркграф Австрии Леопольда I и Рихарды, предположительно дочери Эрнста IV (из рода Эрнсте), графа Зуалафельдгау. Его братьями были Генрих I (ум. 1018), маркграф Австрии (с 994), Эрнст I (ум. 1015), герцог Швабии (с 1012), Адальберт (ум. 1055), маркграф Австрии (с 1018) и Поппо (ум. 1047), архиепископ Трира (с 1016).
Служил монахом Фульдского аббатства, где получил образование. Был прево в Бамберге.
В 1051 году стал архиепископом и курфюрстом Майнца. В 1052 году основал Липпольдсбергское аббатство в северной части Гессена, коллегиальную церковь в Нёртен-Харденберге. В 1054 провёл синод в Майнце.
После конфликта в 1054 году с императором Священной Римской империи Генрихом III, который потребовал чтобы коронация его сына Генриха IV была проведена в Аахене архиепископом Кёльнским Германом II, хотя до этого коронование проводилось исключительно архиепископами Майнца, Луитпольд I впал в немилость.
Умер в 1059 году. Похоронен в монастыре Св. Якоба в Майнце, основанном им в 1055 году.